# Donum Vitae
Donum Vitae (Latijn voor De gave van het leven) is een instructie van de Congregatie voor de Geloofsleer uit 1987 die handelt over de eerbied voor het beginnend menselijk leven en de waardigheid van de voortplanting.
Twintig jaar later werd dit document aangevuld met de instructie Dignitas Personae.